# Bánhidi Bence
Bánhidi Bence (Győr, 1995. február 9. –) magyar válogatott kézilabdázó, a Pick Szeged játékosa.

## Pályafutása

### Klubcsapatokban
Bánhidi viszonylag későn, 14 évesen kezdett kézilabdázni először átlövőként, később került csak jelenlegi posztjára, beállóba. Az NB1-ben 2012-ben kapott először lehetőséget. Nemzetközi kupameccsen először 2014-ben játszott, amikor a Balatonfüredi KSE-vel az EHF-kupa csoportmérkőzésein szerepelhetett.
A 2016–17-es szezontól kezdve a Pick Szeged játékosa, amellyel hároméves szerződést kötött.
A tiszaparti csapatnál hamar alapemberré vált, így a 2017–18-as szezon közben 2022-ig meghosszabbította szerződését. Az idény végén magyar bajnoki címet ünnepelhetett csapatával. A 2018-19-es szezonban magyar kupagyőztes lett. 2021-ben csapata egyik leggólerősebb játékosa volt, a magyar bajnokságban összesen 90 gólt szerzett, és a Telekom Veszprém elleni bajnoki döntő megnyerésével második alkalommal szerzett magyar bajnoki címet. A döntő előtt bejelentették, hogy több európai élcsapat is kínált neki szerződést, Bánhidi azonban a szegediekkel hosszabbított szerződést 2025-ig.

### A válogatottban
Első válogatott meccsét 2014. október 29-én játszotta Miskolcon, az Európa-bajnoki selejtezősorozat első fordulójában Portugália ellen, amelyen kezdőként lépett pályára az azon a mérkőzésen a magyar válogatott szövetségi kapitányaként bemutatkozó Talant Dujsebajev csapatában. A magyar válogatottal kiharcolta a részvételt a 2016-os Európa-bajnokságra, amely az első felnőtt válogatott tornája volt. A 2020-as Európa-bajnokságon 32 góljával a magyar válogatott legeredményesebb játékosa volt, és bekerült a torna All Star-csapatába is.
Tagja volt a 2021-es világbajnokságon 5. helyezett csapatnak.

## Sikerei, díjai
Pick Szeged
- Magyar bajnok (3): 2018, 2021, 2022
- Magyar Kupa-győztes (2): 2019,[10] 2025

Egyéni elismerések
- 2015-ben az év junior kézilabdázója Magyarországon
- A 2020-as Európa-bajnokság All Star-csapatának tagja[11]
- Az év magyar kézilabdázója: 2019,[12] 2020,[13] 2021[14]

## Magánélete
2021-ben feleségül vette Nyárády Nórát, akitől két gyermeke született.